# خط لوله نادلس
خط لوله نادلس یا خط لوله ناتیلس (انگلیسی: Nautilus Pipeline) یک خط لوله انتقال گاز طبیعی است که گاز طبیعی را در خلیج مکزیک جمع‌آوری می‌کند و آن را به لوئیزیانا می‌آورد. این خط لوله متعلق به انبریج است. کد کمیسیون فدرال رگولاتوری انرژی آن ۱۵۹ است.